# Sklenařice
Sklenařice jsou ves patřící k městu Vysoké nad Jizerou v okrese Semily. Nachází se asi 2,5 kilometru severně od Vysokého nad Jizerou.
Sklenařice je také název katastrálního území o rozloze 5,65 km².

## Historie
První písemná zmínka o vesnici pochází z roku 1561.

## Osobnosti
- Věnceslav Metelka – český houslař a písmák, narozen ve Sklenařicích 17. září 1807
- Jindřich Vitáček – český, v Rusku působící houslař, narozen ve Sklenařicích 29. dubna 1880